# 1544 год
1544 (ты́сяча пятьсо́т со́рок четвёртый) год  по юлианскому календарю — високосный год, начинающийся во вторник. Это 1544 год нашей эры, 4‑й год 5‑го десятилетия XVI века 2‑го тысячелетия, 5‑й год 1540‑х годов. Он закончился 481 год назад.
| Пн | Вт | Ср | Чт | Пт | Сб | Вс |
|    | 1  | 2  | 3  | 4  | 5  | 6  |
| 7  | 8  | 9  | 10 | 11 | 12 | 13 |
| 14 | 15 | 16 | 17 | 18 | 19 | 20 |
| 21 | 22 | 23 | 24 | 25 | 26 | 27 |
| 28 | 29 | 30 | 31 |    |    |    |

| Пн | Вт | Ср | Чт | Пт | Сб | Вс |
|    |    |    |    | 1  | 2  | 3  |
| 4  | 5  | 6  | 7  | 8  | 9  | 10 |
| 11 | 12 | 13 | 14 | 15 | 16 | 17 |
| 18 | 19 | 20 | 21 | 22 | 23 | 24 |
| 25 | 26 | 27 | 28 | 29 |    |    |

| Пн | Вт | Ср | Чт | Пт | Сб | Вс |
|    |    |    |    |    | 1  | 2  |
| 3  | 4  | 5  | 6  | 7  | 8  | 9  |
| 10 | 11 | 12 | 13 | 14 | 15 | 16 |
| 17 | 18 | 19 | 20 | 21 | 22 | 23 |
| 24 | 25 | 26 | 27 | 28 | 29 | 30 |
| 31 |    |    |    |    |    |    |

| Пн | Вт | Ср | Чт | Пт | Сб | Вс |
|    | 1  | 2  | 3  | 4  | 5  | 6  |
| 7  | 8  | 9  | 10 | 11 | 12 | 13 |
| 14 | 15 | 16 | 17 | 18 | 19 | 20 |
| 21 | 22 | 23 | 24 | 25 | 26 | 27 |
| 28 | 29 | 30 |    |    |    |    |

| Пн | Вт | Ср | Чт | Пт | Сб | Вс |
|    |    |    | 1  | 2  | 3  | 4  |
| 5  | 6  | 7  | 8  | 9  | 10 | 11 |
| 12 | 13 | 14 | 15 | 16 | 17 | 18 |
| 19 | 20 | 21 | 22 | 23 | 24 | 25 |
| 26 | 27 | 28 | 29 | 30 | 31 |    |

| Пн | Вт | Ср | Чт | Пт | Сб | Вс |
|    |    |    |    |    |    | 1  |
| 2  | 3  | 4  | 5  | 6  | 7  | 8  |
| 9  | 10 | 11 | 12 | 13 | 14 | 15 |
| 16 | 17 | 18 | 19 | 20 | 21 | 22 |
| 23 | 24 | 25 | 26 | 27 | 28 | 29 |
| 30 |    |    |    |    |    |    |

| Пн | Вт | Ср | Чт | Пт | Сб | Вс |
|    | 1  | 2  | 3  | 4  | 5  | 6  |
| 7  | 8  | 9  | 10 | 11 | 12 | 13 |
| 14 | 15 | 16 | 17 | 18 | 19 | 20 |
| 21 | 22 | 23 | 24 | 25 | 26 | 27 |
| 28 | 29 | 30 | 31 |    |    |    |

| Пн | Вт | Ср | Чт | Пт | Сб | Вс |
|    |    |    |    | 1  | 2  | 3  |
| 4  | 5  | 6  | 7  | 8  | 9  | 10 |
| 11 | 12 | 13 | 14 | 15 | 16 | 17 |
| 18 | 19 | 20 | 21 | 22 | 23 | 24 |
| 25 | 26 | 27 | 28 | 29 | 30 | 31 |

| Пн | Вт | Ср | Чт | Пт | Сб | Вс |
| 1  | 2  | 3  | 4  | 5  | 6  | 7  |
| 8  | 9  | 10 | 11 | 12 | 13 | 14 |
| 15 | 16 | 17 | 18 | 19 | 20 | 21 |
| 22 | 23 | 24 | 25 | 26 | 27 | 28 |
| 29 | 30 |    |    |    |    |    |

| Пн | Вт | Ср | Чт | Пт | Сб | Вс |
|    |    | 1  | 2  | 3  | 4  | 5  |
| 6  | 7  | 8  | 9  | 10 | 11 | 12 |
| 13 | 14 | 15 | 16 | 17 | 18 | 19 |
| 20 | 21 | 22 | 23 | 24 | 25 | 26 |
| 27 | 28 | 29 | 30 | 31 |    |    |

| Пн | Вт | Ср | Чт | Пт | Сб | Вс |
|    |    |    |    |    | 1  | 2  |
| 3  | 4  | 5  | 6  | 7  | 8  | 9  |
| 10 | 11 | 12 | 13 | 14 | 15 | 16 |
| 17 | 18 | 19 | 20 | 21 | 22 | 23 |
| 24 | 25 | 26 | 27 | 28 | 29 | 30 |

| Пн | Вт | Ср | Чт | Пт | Сб | Вс |
| 1  | 2  | 3  | 4  | 5  | 6  | 7  |
| 8  | 9  | 10 | 11 | 12 | 13 | 14 |
| 15 | 16 | 17 | 18 | 19 | 20 | 21 |
| 22 | 23 | 24 | 25 | 26 | 27 | 28 |
| 29 | 30 | 31 |    |    |    |    |

## События
- 1493—1593 — Столетняя хорватско-османская война. Серия вооружённых конфликтов между Королевством Хорватия и Османской империей[1].
- 1507—1622 — Португало-персидская война. Ряд вооружённых конфликтов между колониалистской Португалией и вассальным Ормузом, с одной стороны, и Сефевидской империей, поддерживаемой англичанами, с другой[2].
- 1511—1641 — Малайско-португальская война. Вооружённый конфликт XVI-XVII веков, в котором Малаккский султанат при поддержке империи Мин, Голландской Ост-Индской компании (с 1607) и Джохора безуспешно сопротивлялся Португальской империи, стремившейся захватить Малакку и установить контроль над торговлей между Индией и Китаем[3].
- 1514—1555 — Турецко-персидская война[4].
- 1538—1557 — Португало-турецкая война[5].

- 1540—1547 — Австро—турецкая война[6].
- 1541—1546 — испанцы завоёвывают Юкатан, подавив героическое сопротивление майя.
- 1542—1546 — Итальянская война[7].
  - 11 апреля — битва при Черезоле. Войска короля Франции Франциска I одержали победу над армией короля Испании и императора Священной Римской империи Карла V. Несмотря на серьёзные потери имперских сил, французам не удалось развить успех и они не смогли взять Милан[8].
  - 2 июня — сражение при Серравалле[9].
- 1543—1546 — Англо-французская война[10].
  - Войско императора Карла V вторглось в Северную Францию и было в двух переходах от Парижа, но вынуждено было отступить. Против Карла выступили протестантские немецкие князья. Мир Франции и Испании в Крепи. Испания получает графство Шароле (Франция).
  - 18 июля—14 сентября — осада Булони[10].
  - 18 сентября — в Крепи заключён мирный договор, завершивший четвёртую войну между Франциском I и Карлом V.
  - Октябрь 1544—июнь 1546 — осада Булони[10].
- 1543—1551 — война Грубое сватовство[11].
- 1544—1545 — волнения крестьян Аникшайской и Укмергской волостей (Жемайтия). Восстание под руководством Буйвидиса.
- 1544—1545 — Сагиб I Гирей, проводя активную экспансию на Кавказе совершил военный поход на адыгов, усилил  свои позиции в Кабарде[12].
- Войска короля Англии Генриха VIII Тюдора захватили французский город Булонь.
- В Швеции утверждена наследственная монархия.
  - Завершение Реформации в Швеции.
- Установление власти шерифов в Южном Марокко на основе братства марабутов.
- Реальная власть в ВКЛ перешла от Сигизмунда I Старого, к его сыну, соправителю с 1529 года Сигизмунду II Августу. Он установил установил контроль над великокняжеской казной[13].
- Ретес (участник экспедиции Вильяловоса) пристал к берегам острова, назвал его Новой Гвинеей и объявил владением Испании.

## Русское государство
Правление: 1533—1584 — Иван IV Васильевич Грозный
- Март — Иван Грозный совершает богомольные похода в Троицкий Макариев (Калязин) и Троице-Сергиев монастыри[14].
- 1539—1544 — периодические набеги Казанского ханства на Русское государство, при координации своих действий с правителями: ВКЛ, Ногайской Орды и Крымского ханства[15].
  - В этом году один набег Казанского ханства на Русское государство[16].
- Пожалованы окольничеством: Шеин Иван Дмитриевич[17].
- Пожалованы боярством: Горбатый Алексей Васильевич (ум. 1566), Скопин-Шуйский Фёдор Иванович (ум. 1557), Воронцов Фёдор Семёнович (ум. 1546), Щенятев Василий Михайлович (ум. 1547), Воронцов Василий Михайлович (1546), Шеин Василий Дмитриевич (ум. 1550), Фёдоров Иван Петрович (ум. 1567), Чулок-Ушатый Василий Васильевич (ум. 1549)[17].
- На службу великому князю выехали родоначальники дворянских родов: Еремеевы, Батюшковы, Ахматовы, Балакиревы, Борноволковы, Сумароковы (впоследствии графы), Баскаковы, Горчаковы (не князья), Враские, Обуховы[18].
- Местничество: Грибакин Ширяй Григорьевич и Карамышев Михаил Фёдорович[19].

## Начало правления
См. также: Список глав государств в 1544 году
- 1544—1553 — Рустем-паша назначен великим визирем Османской империи (первый раз).

## Наука и искусство
- 17 августа — герцог Альбрехт I фон Бранденбург-Ансбах (Гогенцоллерн) основал в замке Кёнигсберг университет (Collegium Aibertinum), ставший крупнейшим высшим учебным заведением Восточной Пруссии[20].
- Французский поэт Морис Сэв опубликовал цикл «Делия, предмет высшей добродетели».

### Астрономические события
- 24 января — гибридное солнечное затмение.
- 19 июля — частное солнечное затмение.
- 14 декабря — частное солнечное затмение.

## Родились

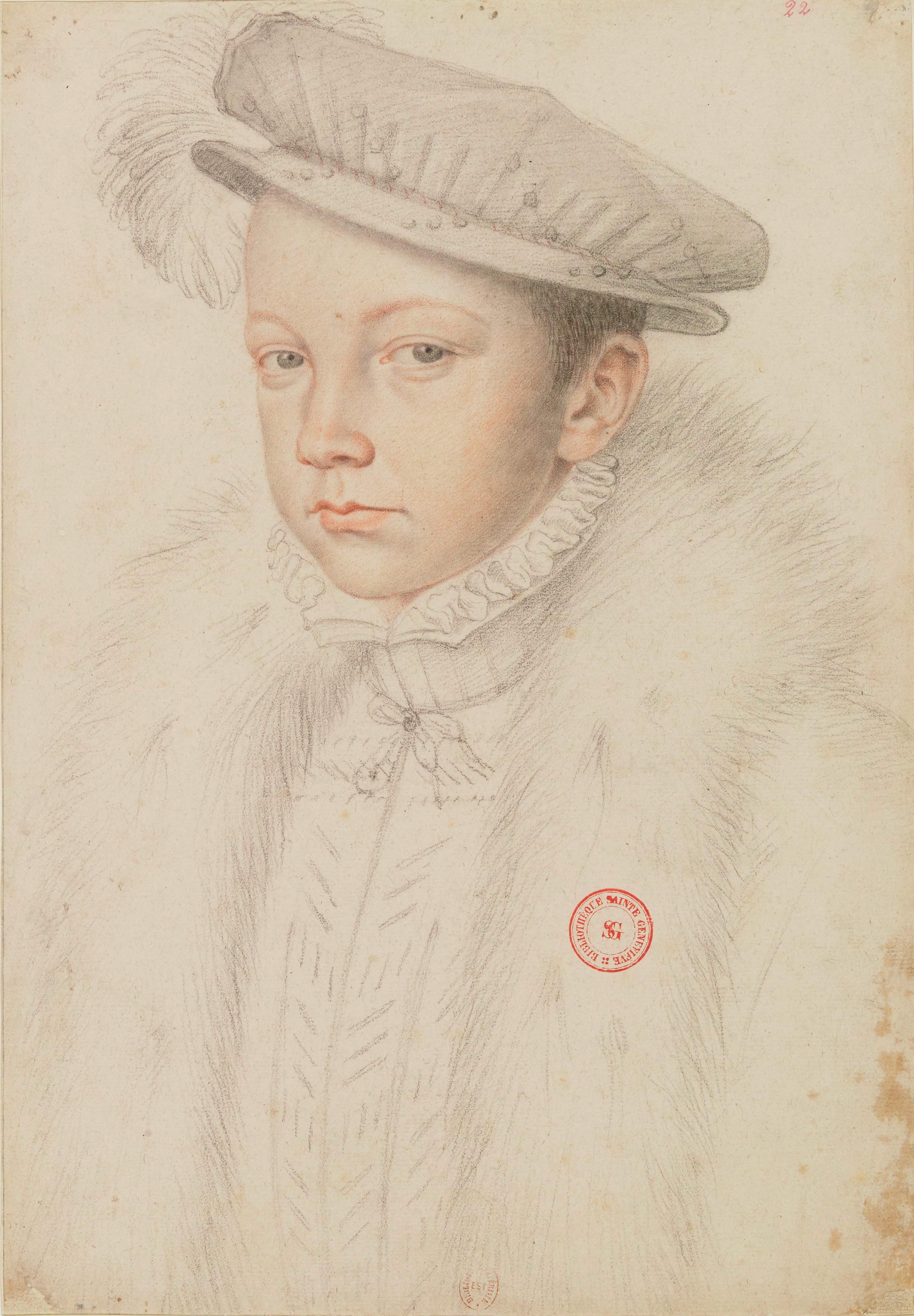
Портрет Франциска II

См. также: Категория:Родившиеся в 1544 году
- Анна Саксонская — саксонская принцесса.
- Гильберт, Уильям — английский физик, придворный врач Елизаветы I и Якова I.
- Джиорджио Баста — итальянский генерал, командовал силами Габсбургов в Тринадцатилетней войне.
- Конингсло, Гиллис ван — пейзажист нидерландской школы.
- Мария Темрюковна — вторая жена Ивана Грозного.
- Пальма, Джакомо (младший) — итальянский художник.
- Тассо, Торквато — один из крупнейших итальянских поэтов XVI века.
- Франциск II (король Франции) — король Франции и король-консорт Шотландии; из династии Валуа.

## Скончались

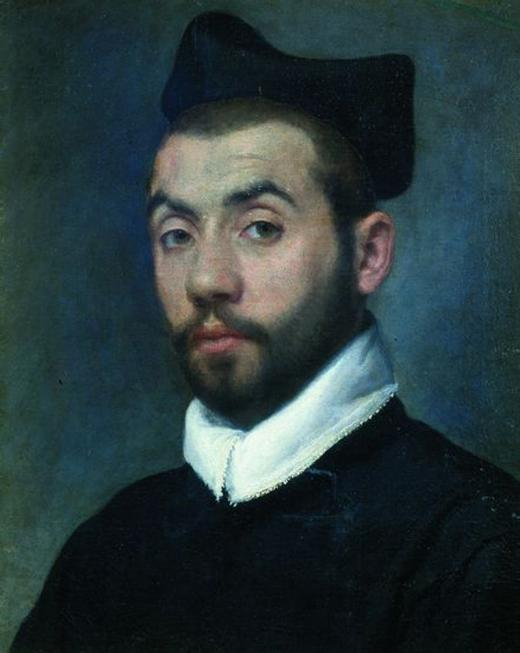
Портрет Клемана Маро

См. также: Категория:Умершие в 1544 году
- Дамиану, Педру — португальский шахматист, автор популярного шахматного учебника «Эта книга учит играть в шахматы …».
- Деперье, Бонавентюр — французский писатель.
- Иоанн Магнус — последний католический архиепископ Упсальский и примас Швеции, богослов, историк и генеалогист.
- Кордус, Валерий — немецкий ботаник и фармацевт.
- Лопес де Вильялобос, Руи — испанский дворянин, исследователь Филиппинских островов.
- Людвиг V — курфюрст Пфальца из династии Виттельсбахов.
- Манко Инка Юпанки — император инков во время конкисты и лидер одного из крупнейших индейских восстаний в Южной Америке против европейского господства.
- Маро, Клеман — французский поэт и гуманист эпохи Ренессанса.
- Фоленго, Теофило — выдающийся итальянский поэт, наиболее видный представитель так называемой макаронической поэзии.
- Хван Чжин И — корейская поэтесса, кисэн (гетера).
- Альберто Аккаризио — итальянский филолог, автор одного из первых словарей итальянского языка.